# Comtat d'Albi
El comtat d'Albi fou una jurisdicció feudal d'Occitània amb centre a la ciutat d'Albi.
El 615 ja s'esmenta un comte de la ciutat. El 778 Carlemany va establir com a comte a Aimó. La regió va tenir comtes particulars fins a la meitat del segle IX quan el darrer comte, Ermengol, només va deixar una filla, Garsenda, que es va casar vers el 860 amb Odó I de Tolosa que així fou comte d'Albi. Poc temps després els comtes de Tolosa van deixar els afers en mans dels vescomtes d'Albi, sota el seu vassallatge. El país abraçava el pagus d'Ambialet, el de Lautrec i el de Paulin. En el repartiment del 950 va correspondre a Ramon (dit Ramon III de Tolosa) amb algunes terres a Nimes, però va morir el 972 (el seu fill gran Ramon va morir jove i el segon Hug, mort el 1006, era bisbe). De 972 al 987 Guillem Tallaferro, germà de Ramon, fou comte, però el 987 va cedir el comtat al seu germà Pons (dit Pons II de Tolosa), que va morir poc després sense descendència, retornant a Tallaferro. Va seguir unit a Tolosa fins que el 1209 va caure en mans del croats de Simó de Montfort i encara que una revolta popular els va expulsar la van reconquerir i el 1210 el Papa li va confirmar la possessió. A la seva mort el 1218 va passar al seu fill Amauri. El vescomte Ramon Trencavell III, aliat al seu senyor el comte de Tolosa, va recuperar Albi el 1224, però la va perdre en bona part el 1227. Pel tractat de París es va reconèixer el domini de la corona a la meitat del comtat (la riba esquerra del riu Tarn amb la ciutat d'Albi) mentre la resta quedava per Tolosa dividida en set batllies; les fortaleses càtares de Lavaur, Gaillac, Rabastens, Montaigu i Puicelci van ser desmantellades i les de Cordes i Penne quedaven per al rei durant deu anys. Castres fou donada en feu a Felip, nebot de Simó de Montfort. Ramon Trencavell III va intentar recobrar els seus dominis el 1240 amb ajuda d'Enric III d'Anglaterra, i va assetjar Carcassona, però finalment el 1247 va renunciar en favor del rei de França a canvi d'una pensió de 600 lliures. El 1249 va morir el comte de Tolosa i d'Albi, Ramon, i la seva filla Joana va esdevenir comtessa junt amb el seu espòs Alfons de Poitiers, fill de Lluís VIII de França i de Blanca de Castella, tal com s'havia establert; havent mort ambdós el 1271 sense successió el comtat va passar a la corona. Poc abans la ciutat d'Albi fou reconeguda als bisbes el 1268, que la van posseir fins a la revolució.

## Llista de comtes d'Albi
- Aimó 778-?
- Ulfari vers 812
- Renaud ?-?
- Ermengol ?-després de 864
- Garsenda vers 865-?
- Odó I vers 865-918
- Ermengol de Roergue 918-924 (co-comte amb Ramon I) i 924-940 (co-comte amb Ramon II Pons I)
- Ramon I (II de Tolosa) 918-924
- Ramon II Ponç I 924-950 (comte de Tolosa)
- Ramon III 950-972 (comte d'Albi i de part de Nimes)
- Ramon IV 972-975
- Ponç II 975-?
- Guillem Tallaferro ?-1037
- Pons III (II de Tolosa) 1037-1060
- Ramon V de Sant Geli (IV de Tolosa) 1060-1105
- Alfons I Jordà 1105-1148 (comte de Tolosa)
- Ramon VI (V de Tolosa) 1148-1195
- Ramon VII el Vell (VI de Tolosa) 1195-1215
- Simó de Montfort 1215-1218
- Amaurí de Montfort 1218-1224
- Ramon VIII el Jove (VII de Tolosa) 1224-1249 (1227-1229 ocupació parcial francesa)
- Joana de Tolosa i Aragó 1249-1271
- Alfons de Poitiers 1249-1271 (fill del rei de França)
- A la corona 1271